# 5
 For alternative betydninger, se 5 (flertydig). (Se også artikler, som begynder med 5)
| 5                  |
| ------------------ |
| Dødsfald - Fødsler |
|                    |

| Gregoriansk kalender | 5 V                     |
| Ab urbe condita      | 758                     |
| Armensk kalender     | I/T                     |
| Kinesiske kalender   | 2701 – 2702 甲子 – 乙丑 |
| Etiopisk kalender    | -3 – -2                 |
| Jødisk kalender      | 3765 – 3766             |
| Hindukalendere       |                         |
| - Vikram Samvat      | 60 – 61                 |
| - Shaka Samvat       | N/A                     |
| - Kali Yuga          | 3106 – 3107             |
| Iransk kalender      | 617 BP – 616 BP         |
| Islamisk kalender    | 636 BH – 635 BH         |

## Begivenheder
- Rom opretter sit første politikorps